# Cantone di Istres-Nord
Il Cantone di Istres-Nord era una divisione amministrativa dell'arrondissement di Istres.
A seguito della riforma approvata con decreto del 18 febbraio 2014, che ha avuto attuazione dopo le elezioni dipartimentali del 2015, è stato soppresso.

## Composizione
Comprendeva parte della città di Istres e il comune di Miramas.